# Anouck Errard
Anouck Errard (* 25. Februar 1999 in Sallanches) ist eine ehemalige französische Skirennläuferin. Sie war während ihrer aktiven Laufbahn auf die Speeddisziplinen Abfahrt und Super-G spezialisiert.

## Karriere
Errard wuchs in Les Contamines-Montjoie auf und startete für den dortigen Skiclub. Ihr internationales Renndebüt gab sie am 9. November 2015 bei einem FIS-Super-G in Tignes.
Ihr erstes internationales Großereignis bestritt sie beim Europäischen Olympischen Winter-Jugendfestival in Erzurum, wo sie mit den Plätzen 5 und 7 in Riesenslalom bzw. Slalom belegte.
Bei den einen Monat später stattfindenden Juniorenweltmeisterschaften in Åre konnte sie diesen Erfolg jedoch nicht wiederholen, als beste Platzierung gelang ihr Rang 29 in der Abfahrt. 
Am 18. Dezember 2020 gab Errard bei der Abfahrt von Val-d’Isère ihr Weltcupdebüt, wobei sie als 45. die Punkte deutlich verpasste. Ihren ersten und einzigen Weltcuppunkt gewann Errard etwas mehr als zwei Jahre später. Bei der Abfahrt in Cortina d’Ampezzo belegte sie am 21. Januar 2023 den 30. Platz.
Die Platzierung genügte, dass sie für die Weltmeisterschaften 2023 nominiert wurde. Bei den Wettkämpfen in Courchevel bzw. Méribel startete sie in der Abfahrt und belegte den 21. Platz. Zu Saisonende gewann sie die französische Meisterschaft in der Abfahrt.
Nachdem sie auch in der Weltcupsaison 2023/24 ohne Weltcuppunkte blieb, gab Errard schließlich am 5. April 2024 ihr Karriereende bekannt.

## Erfolge

### Weltmeisterschaften
- Courchevel/Méribel 2023: 21. Abfahrt

### Weltcup
- Eine Platzierung unter den besten 30

### Juniorenweltmeisterschaften
- Åre 2017: 29. Abfahrt, 31. Alpine Kombination, 40. Super-G, DNF Riesenslalom
- Narvik 2020: 13. Super-G, 17. Abfahrt, DNF Riesenslalom, DNF Alpine Kombination

### Europacup
- 5 Platzierungen unter den besten 10

### Europäisches Olympisches Winter-Jugendfestival
- Erzurum 2017: 5. Riesenslalom, 7. Slalom

### Weitere Erfolge
- 4 Siege bei FIS-Rennen
- Französische Meisterin in der Abfahrt 2023